# Europees kampioenschap zeilwagenrijden 1995
Het Europees kampioenschap zeilwagenrijden 1995 was een door de Internationale Vereniging voor Zeilwagensport (FISLY) georganiseerd kampioenschap voor zeilwagenracers. De 33e editie van het Europees kampioenschap vond plaats in het Nederlandse Terschelling. 

## Uitslagen
| klasse     | Goud              | Zilver         | Brons                 |
| ---------- | ----------------- | -------------- | --------------------- |
| Klasse 2   | Peter Allemeersch | Bruno Guilbert | Johan Sobry           |
| Klasse 3   | Ivan Ameele       | Egon Plovier   | Hans-Werner Eickstädt |
| Klasse 3R  | Bertrand Lambert  | Paul Mahrt     | Christian Düber       |
| Klasse 5 ♂ | Michel Jacq       | Tadeg Normand  | Simon Cope            |
| Klasse 5 ♀ | Paula Leah        | Paula Arnold   | Lucie François        |

1963 ·
1964 ·
1965 ·
1966 ·
1967 ·
1968 ·
1969 ·
1970 ·
1971 ·
1972 ·
1973 ·
1974 ·
1975 ·
1976 ·
1977 ·
1978 ·
1979 ·
1980 ·
1981 ·
1982 ·
1983 ·
1984 ·
1985 ·
1986 ·
1987 ·
1988 ·
1989 ·
1990 ·
1991 ·
1992 ·
1993 ·
1994 ·
1995 ·
1996 ·
1997 ·
1998 ·
1999 ·
2000 ·
2001 ·
2002 ·
2003 ·
2004 ·
2005 ·
2006 ·
2007 ·
2009 ·
2010 ·
2011 ·
2013 ·
2015 ·
2016 ·
2017 ·
2019 ·
2020 ·